# Nova Ordem Social
A Nova Ordem Social foi um movimento político português nacionalista de extrema-direita. Fundado por Mário Machado em 2014, depois de se distanciar do Partido Nacional Renovador devido à oposição do mesmo aos elementos mais extremistas do movimento, Machado também já havia sido membro dos Hammerskins portugueses. A sua atividade foi suspensa em novembro de 2019.

## História
Em fevereiro de 2019, o movimento organizou uma marcha pelas ruas de Lisboa para comemorar o ditador do Estado Novo, António de Oliveira Salazar. A marcha  durou cerca de uma hora. 
Em 10 de agosto de 2019, a Nova Ordem Social organizou um evento que chamou de "maior evento nacionalista de Portugal".  Sessenta e cinco participantes estiveram presentes com delegações de numerosos partidos de extrema direita em toda a Europa, o evento foi realizado no hotel SANA em Lisboa . Em resposta ao evento, centenas de manifestantes protestaram do lado de fora do hotel e o primeiro ministro António Costa foi criticado por permitir que o evento acontecesse sem intervenção por ordem do governo. 